# Peligro (album)
Peligro (română Pericol) reprezintă al doilea album promoțional al cântăreței columbienie Shakira.
Lansarea cântecului „Peligro” în ianuarie 1993 anunța promovarea unui nou material discografic de studio din partea Shakirei. Albumul a primit aceeași denumire precum discul single, el fiind lansat din nou doar în Columbia în primăvara aceluiași an. Înregistrările s-au desfășurat în timpul anului 1992, stilul muzical spre care s-a orientat solista fiind același, respectiv, muzică latino și pop. Fotografiile de promovare ale discului afișează o Shakira cu o atitudine mai matură decât cea expusă prin intermediul imaginilor realizate pentru proiectul anterior. Cu toate acestea, vânzările materialului au fost similare cu cele înregistrate de Magia, în ciuda schimbărilor efectuate. După acest album Shakira face o pauză până la terminarea liceul.

## Lista melodiilor
| Nr. | Titlu                                                              | Autor(i)                                          | Lungime |  |
| 1.  | „Eres”                                                             | Shakira                                           | 5:02    |  |
| 2.  | „Último Momento”                                                   | Eduardo Paz                                       | 4:56    |  |
| 3.  | „Tú Serás La Historia De Mi Vida” (You'll Be The Story Of My Life) | Desmond Child                                     | 4:52    |  |
| 4.  | „Peligro”                                                          | Eduardo Paz                                       | 4:39    |  |
| 5.  | „Quince Años”                                                      | Shakira                                           | 3:30    |  |
| 6.  | „Brujería”                                                         | Eduardo Paz                                       | 4:08    |  |
| 7.  | „Eterno Amor”                                                      | Eddie Sierra                                      | 4:47    |  |
| 8.  | „Controlas Mi Destino”                                             | Shakira                                           | 4:36    |  |
| 9.  | „Este Amor Es Lo Más Bello Del Mundo”                              | Eduardo Paz                                       | 4:20    |  |
| 10. | „1968”                                                             | Shakira (versuri și muzică), Eduardo Paz (muzică) | 4:44    |  |